# Cap Tourmentin
Ne doit pas être confondu avec Cap-Tourmentin.
Le cap Tourmentin est un cap situé au sud-est de la province canadienne du Nouveau-Brunswick et faisant face à l'Île-du-Prince-Édouard. Le cap sépare le détroit de Northumberland, au nord, de la baie Verte, au sud. Une péninsule s'étend à l'ouest du cap jusqu'à une ligne délimitée approximativement par Port Elgin et Shemogue. Elle mesure environ 25 kilomètres de long par pas plus de 12 kilomètres de large. Au-delà se trouve le bois de l'Aboujagane. 
Le cap est à l'origine du nom du village de Cap-Tourmentin, situé à environ deux kilomètres au nord de celui-ci. La plupart du territoire de la péninsule est compris dans le district de services locaux (DSL) de Botsford. Il y a également les DSL de Cap-Tourmentin, Murray Corner et Bayfield.
La péninsule est une région où se succèdent champs et boisés.
Un port important se trouve à Cap-Tourmentin, aujourd'hui tombé en désuétude depuis la construction du pont de la Confédération, qui relie l'Île-du-Prince-Édouard au continent.